# Euparthenos fasciata
Euparthenos fasciata är en fjärilsart som beskrevs av William Beutenmüller 1907. Euparthenos fasciata ingår i släktet Euparthenos och familjen nattflyn. Inga underarter finns listade i Catalogue of Life.